# Tom Kristensen
Tom Kristensen (Hobro, 7 luglio 1967) è un ex pilota automobilistico danese, detiene il primato di 9 vittorie alla 24 Ore di Le Mans, di cui 6 consecutive; per tale motivo è stato soprannominato Mr. Le Mans.
Negli Stati Uniti d'America ha vinto sei volte la 12 Ore di Sebring (record), una volta la Petit Le Mans e due volte il campionato American Le Mans Series.
Nell'agosto 2014, Kristensen viene nominato dalla Regina di Danimarca, Cavaliere dell'Ordine del Dannebrog. Nel gennaio 2018 è stato inserito nella Danish Sports Hall of Fame.

## Carriera

### Gli esordi
Kristensen è nato a Hobro, piccolo comune danese, nel 1984 inizia a competere nel karting dove fin da subito vince vari titoli dimostrando un'ottima velocità. Nel 1991 esordisce in monoposto correndo nella Formula 3 tedesca dove già al suo primo anno ottiene la vittoria del campionato (succedendo a Michael Schumacher nell'albo d'oro). L'anno seguente si sposta in Giappone dove partecipa contemporaneamente alla Formula 3 giapponese, al Campionato giapponese turismo e nella Formula 3000 giapponese. In Formula 3 vince il titolo nel 1993, stesso anno che ottiene il secondo posto nel Gran Premio di Macao, mentre nel campionato turismo e nella Formula 3000 diventa vice campione rispettivamente nel 1995 e 1994. Per due anni, tra il 1996 e il 1997 partecipa alla Formula 3000 internazionale dove ottiene due sesti posti in classifica. Dopo questa esperienza torna a guidare nei campionati turismo, arrivando 3º in Germania nel 1999 e 7º nel BTCC nel 2000.
Nel frattempo ha svolto anche il ruolo di tester dal 1997 al 2000, per scuderie di Formula 1 quali Minardi, Tyrrell, Williams F1 e Jaguar, soprattutto come responsabile per lo sviluppo di nuovi pneumatici Michelin.

### 24 Ore di Le Mans
Nel 1997 ha vinto a Le Mans per la prima volta con la TWR-Porsche del Team Joest. Nel biennio 1998-1999 ha corso invece per la BMW guidando la V12 LMR ma subendo ritiri; tuttavia, con essa ha vinto 12 Ore di Sebring nel 1999.

Nel 2000, 2001 e 2002, coglie 3 vittorie consecutive guidando l'Audi R8 assieme ai compagni Frank Biela ed Emanuele Pirro. Diventano quindi i primi 3 piloti dai tempi di Jacky Ickx a vincere 3 volte di seguito. È stato Campione ALMS nel 2002 sempre su Audi R8. Nel 2003, il gruppo Volkswagen decide di concentrarsi sulla Bentley, prestigioso marchio di sua proprietà, Tom viene incaricato di guidare la Bentley Speed 8, portandola al successo della 24 Ore di Le Mans 2003. Nel 2004 e 2005, Audi non svolge un programma sportivo ufficiale, si limita ad assistere i team clienti e Tom guida per queste squadre, continuando a vincere a Le Mans. Nel 2006, Tom Kristensen interrompe la serie di vittorie consecutive arrivando 3º a Le Mans sulla nuova Audi R10, rallentato per problemi al motore diesel del prototipo. Nel 2007 non porta a termine le corsa in quanto il compagno di equipaggio Rinaldo Capello mentre è alla guida finisce fuori pista per il distacco di una ruota e si ritira. Torna a vincere nel 2008, conducendo un ritmo di gara molto intenso, riuscendo così a battere le veloci Peugeot 908. Nel 2009 giunge al 3º posto con la nuova Audi R15, rallentata da problemi al motore. Anche nel 2010 arriva 3º, dietro altre due Audi R15 Plus, dopo essere uscito di pista durante il doppiaggio di una BMW M3 GT2. Nel 2011 Kristensen non ha il tempo di guidare la nuova R18 TDI in gara, a causa di un incidente che coinvolge il suo compagno di equipaggio, Allan McNish, nelle prime fasi di gara e che costa loro il ritiro. Nel 2012 al volante della Audi R18 e-tron quattro chiude la gara in seconda posizione. Nel 2013 alla classica francese, al volante della Audi R18 e-tron quattro centra il suo nono successo.

### Campionato DTM

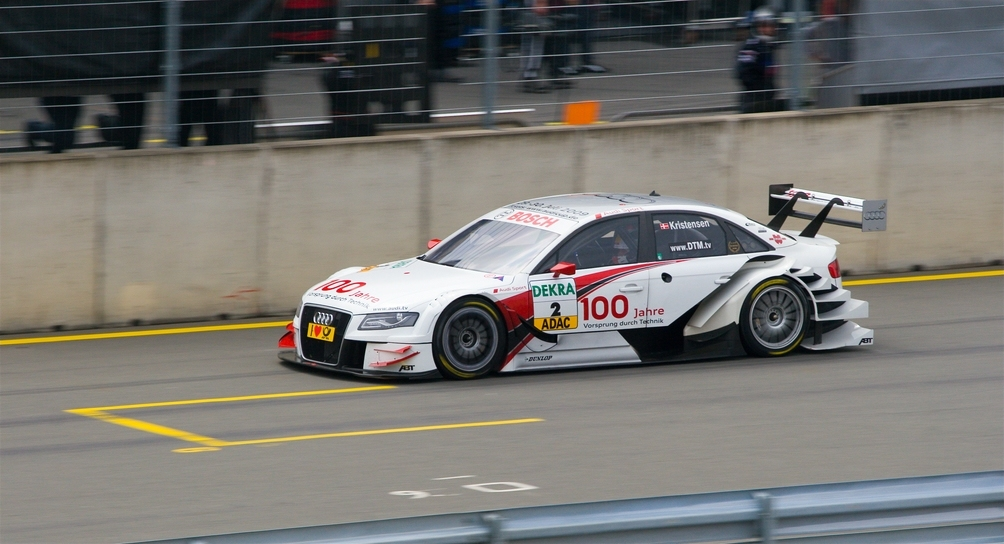
Tom Kristensen alla guida di una Audi A4 sul circuito del Norisring, prova del campionato DTM 2009

Nel 2004, Kristensen esordisce nel Campionato Deutsche Tourenwagen Masters (DTM), ovviamente sempre guidando per il marchio Audi. Al pilota danese gli viene affidata l'Audi A4 DTM del team Abt Sportsline. Nel suo primo anno nella serie ottiene la vittoria a Oschersleben ed chiude quarto in classifica piloti e secondo tra i piloti Audi dietro al campione Mattias Ekström. Confermato per le stagioni successive, Kristensen ottiene due terzi posti in classifica consecutivi nel 2005 e 2006.
Nel 2007 è coinvolto in un brutto incidente a Hockenheimring, per questo Kristensen è costretto a prendere un lungo periodo di pausa saltano tre corse della serie. Questo incidente mise in pericolo anche alla partecipazione alla 24 Ore di Le Mans 2007, ma grazie al ok dei medici alla fine riesce a partecipare alla corsa. Partecipa a tempo pieno nella serie per altri due anni, fino al 2009 ottenendo un'altra vittoria, la quarta in totale nel DTM. Nel 2011 torna nella serie per prendere parte solo al round di Lausitz, sostituendo l'infortunato Mike Rockenfeller.

### Campionato del Mondo Endurance FIA
Dal 2012 prende parte al Campionato del Mondo Endurance FIA, sempre insieme ad Allan McNish e Loïc Duval al volante della Audi R18 e-tron quattro. I tre hanno vinto il campionato nel 2013, con una gara di anticipo, centrando tre successi e altri quattro podi.. Nelle altre stagioni hanno ottenuto un 2º e un 4º posto in classifica generale, rispettivamente nel 2012 e 2014

## Dopo il ritiro
Annuncia il suo ritiro dalle competizioni alla fine della stagione 2014, dopodiché ha iniziato ad occuparsi di supervisionare la condizione fisica dei piloti del team Audi e a ricoprire il ruolo di ambasciatore Audi per le competizioni motoristiche.

## Risultati

### Risultati alla 24 Ore di Le Mans

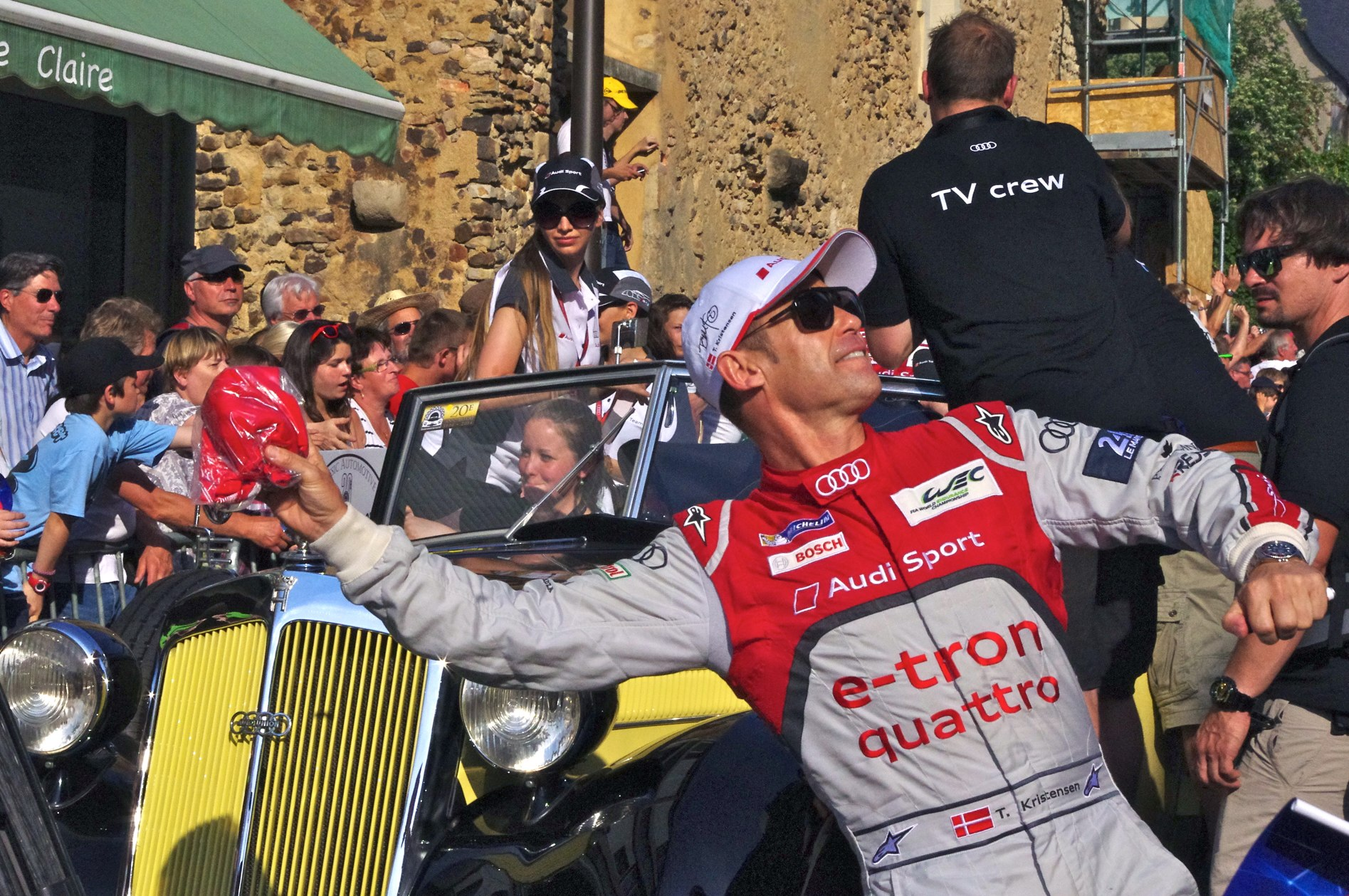
Tom Kristensen, durante la parata dei piloti della 24 Ore di Le Mans 2014

| Anno | Squadra                   | Co-piloti                         | Auto                    | Classe | Giri | Pos. | Class Pos. |
| ---- | ------------------------- | --------------------------------- | ----------------------- | ------ | ---- | ---- | ---------- |
| 1997 | Joest Racing              | Michele Alboreto Stefan Johansson | TWR-Porsche WSC-95      | LMP    | 361  | 1º   | 1º         |
| 1998 | Team BMW Motorsport       | Hans-Joachim Stuck Steve Soper    | BMW V12 LM              | LMP1   | 60   | Rit  | Rit        |
| 1999 | Team BMW Motorsport       | JJ Lehto Jörg Müller              | BMW V12 LMR             | LMP    | 304  | Rit  | Rit        |
| 2000 | Audi Sport Team Joest     | Frank Biela Emanuele Pirro        | Audi R8                 | LMP900 | 368  | 1º   | 1º         |
| 2001 | Audi Sport Team Joest     | Frank Biela Emanuele Pirro        | Audi R8                 | LMP900 | 321  | 1º   | 1º         |
| 2002 | Audi Sport Team Joest     | Frank Biela Emanuele Pirro        | Audi R8                 | LMP900 | 375  | 1º   | 1º         |
| 2003 | Team Bentley              | Rinaldo Capello Guy Smith         | Bentley Speed 8         | LMGTP  | 377  | 1º   | 1º         |
| 2004 | Audi Sport Japan Team Goh | Seiji Ara Rinaldo Capello         | Audi R8                 | LMP1   | 379  | 1º   | 1º         |
| 2005 | ADT Champion Racing       | JJ Lehto Marco Werner             | Audi R8                 | LMP1   | 370  | 1º   | 1º         |
| 2006 | Audi Sport Team Joest     | Rinaldo Capello Allan McNish      | Audi R10                | LMP1   | 367  | 3º   | 3º         |
| 2007 | Audi Sport North America  | Rinaldo Capello Allan McNish      | Audi R10                | LMP1   | 262  | Rit  | Rit        |
| 2008 | Audi Sport North America  | Rinaldo Capello Allan McNish      | Audi R10                | LMP1   | 381  | 1º   | 1º         |
| 2009 | Audi Sport Team Joest     | Rinaldo Capello Allan McNish      | Audi R15                | LMP1   | 376  | 3º   | 3º         |
| 2010 | Audi Sport Team Joest     | Rinaldo Capello Allan McNish      | Audi R15 TDI plus       | LMP1   | 394  | 3º   | 3º         |
| 2011 | Audi Sport Team Joest     | Rinaldo Capello Allan McNish      | Audi R18 TDI            | LMP1   | 14   | Rit  | Rit        |
| 2012 | Audi Sport Team Joest     | Allan McNish Rinaldo Capello      | Audi R18 e-tron quattro | LMP1   | 377  | 2º   | 2º         |
| 2013 | Audi Sport Team Joest     | Allan McNish Loïc Duval           | Audi R18 e-tron quattro | LMP1   | 348  | 1º   | 1º         |
| 2014 | Audi Sport Team Joest     | Marc Gené Lucas Di Grassi         | Audi R18 e-tron quattro | LMP1   | 367  | 2º   | 2º         |

### Risultati alla 12 Ore di Sebring
| Anno | Squadra                             | Co-piloti                    | Auto                    | Classe | Giri | Pos. | Class Pos. |
| ---- | ----------------------------------- | ---------------------------- | ----------------------- | ------ | ---- | ---- | ---------- |
| 1999 | BMW Motorsport Schnitzer Motorsport | Jörg Müller JJ Lehto         | BMW V12 LMR             | LMP    | 313  | 1º   | 1º         |
| 2000 | Audi Sport North America            | Frank Biela Emanuele Pirro   | Audi R8                 | LMP    | 360  | 1º   | 1º         |
| 2001 | Audi Sport North America            | Frank Biela Emanuele Pirro   | Audi R8                 | LMP900 | 370  | 2º   | 2º         |
| 2002 | Audi Sport North America            | Frank Biela Emanuele Pirro   | Audi R8                 | LMP900 | 327  | 5º   | 5º         |
| 2003 | Team Bentley                        | Guy Smith Rinaldo Capello    | Bentley Speed 8         | LMGTP  | 362  | 4º   | 2º         |
| 2005 | ADT Champion Racing                 | JJ Lehto Marco Werner        | Audi R8                 | LMP1   | 361  | 1º   | 1º         |
| 2006 | Audi Sport North America            | Rinaldo Capello Allan McNish | Audi R10 TDI            | LMP1   | 349  | 1º   | 1º         |
| 2007 | Audi Sport North America            | Rinaldo Capello Allan McNish | Audi R10 TDI            | LMP1   | 353  | 4º   | 2º         |
| 2008 | Audi Sport North America            | Rinaldo Capello Allan McNish | Audi R10 TDI            | LMP1   | 351  | 3º   | 1º         |
| 2009 | Audi Sport Team Joest               | Rinaldo Capello Allan McNish | Audi R15 TDI            | LMP1   | 383  | 1º   | 1º         |
| 2011 | Audi Sport Team Joest               | Rinaldo Capello Allan McNish | Audi R15 TDI plus       | LMP1   | 327  | 4º   | 4º         |
| 2012 | Audi Sport Team Joest               | Rinaldo Capello Allan McNish | Audi R18 TDI            | LMP1   | 325  | 1º   | 1º         |
| 2013 | Audi Sport Team Joest               | Allan McNish Lucas di Grassi | Audi R18 e-tron quattro | P1     | 364  | 2º   | 2º         |

## Palmarès

### Endurance
- 9  24 Ore di Le Mans: 1997, 2000, 2001, 2002, 2003, 2004, 2005, 2008 e 2013
- 6  12 Ore di Sebring: 1999, 2000, 2005, 2006, 2009 e 2012
- 2  American Le Mans Series: 2002
- 1  Campionato del Mondo Endurance FIA: 2013
- 1  Petit Le Mans: 2002

### Monoposto
- 1  Formula 3 tedesca: 1991
- 1  Formula 3 giapponese: 1993